# Стрелка (ботаника)

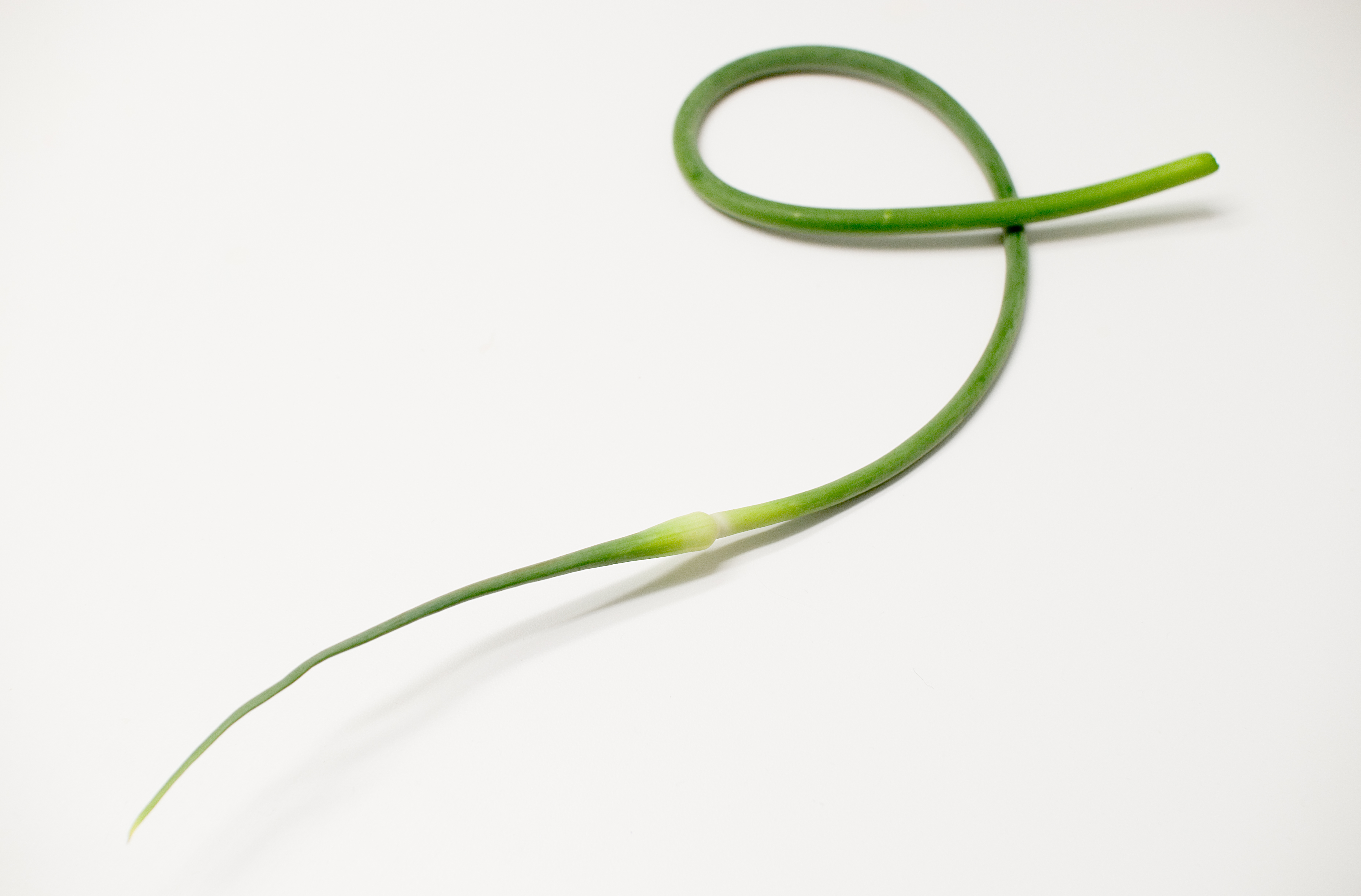
Стрелка чеснока

В ботанике стрелка — плодоножка, выходящая из подземного или очень укороченного стебля, с очень длинными нижними междоузлиями и, следовательно, с небольшим количеством прицветников или без них, за исключением части возле рахиса или розетки. Обычно имеет форму длинного безлистного цветочного стебля, поднимающегося прямо из луковицы, корневища или подобной подземной или подводной структуры.
В качестве овощной культуры используются стрелки зелёного лука, шнитт-лука, клубневого лука и чеснока.
Согласно Энциклопедическому словарю Брокгауза и Ефрона, стрелка — морфологический термин, обозначающий безлистный стебель, заканчивающийся цветком (у Anemone, Papaver, тюльпана) или головкою цветков (у одуванчика и у др.).

## Этимология и использование

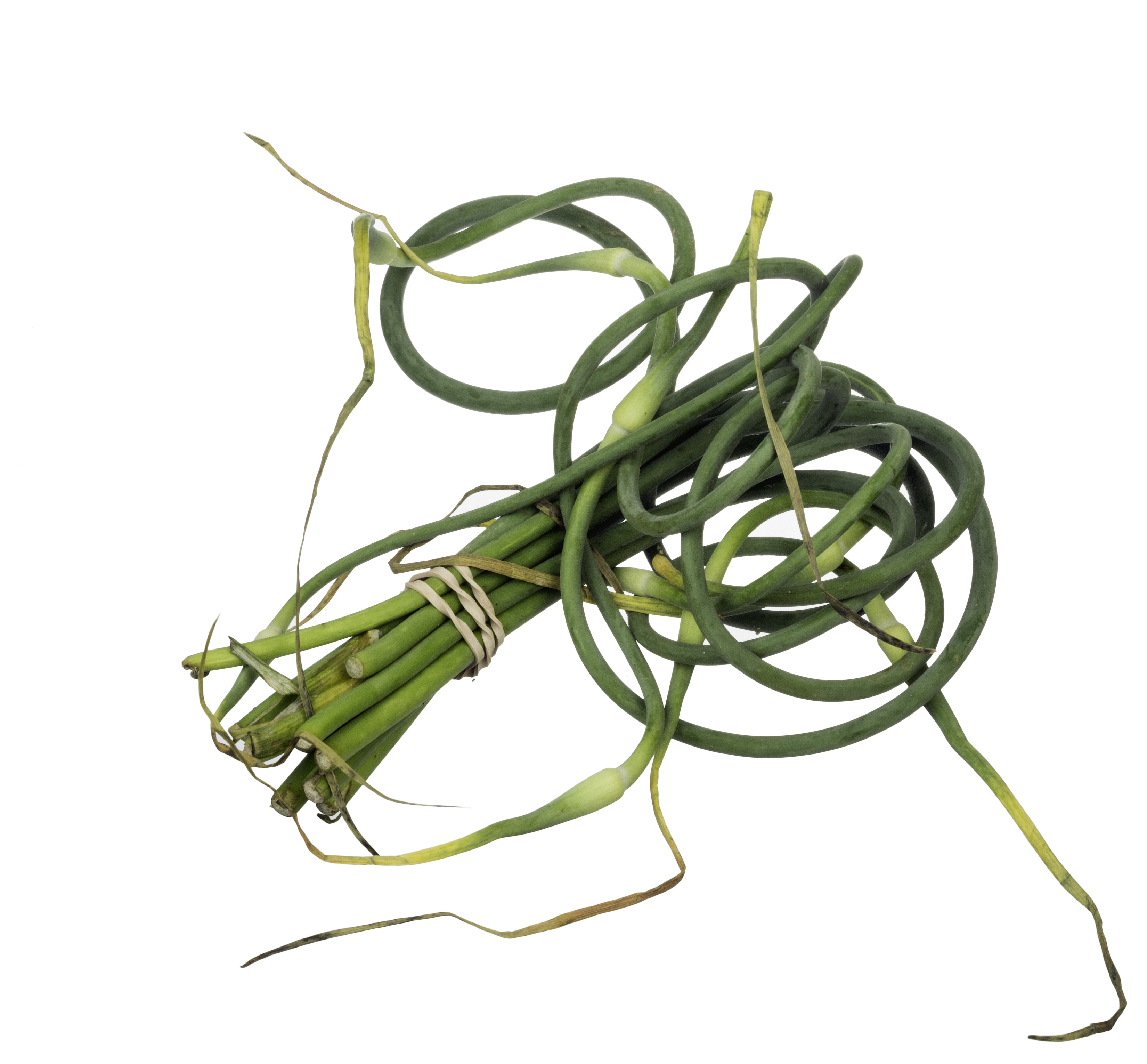
Пучок чесночных стрелок

Слово scape (лат. scapus, от др.-греч. σκᾶπος), используемое в ботанике, довольно расплывчато и произвольно; различные источники дают разные определения. В некоторых старых источниках используется просто стебель или ножка в целом, но современное официальное использование склоняется к таким определениям, как «длинный цветочный стебель, поднимающийся прямо от корня или корневища», или «длинный, голый или почти голый цветонос, поднимающийся прямо от основания растения, однодольного или многодольного». В других источниках говорится о стрелке, поднимающейся прямо из земли, без морфологического анализа. Например: «Безлистная цветочная ветвь или цветонос, поднимающийся из земли, как у цикламена».

## Практическое определение

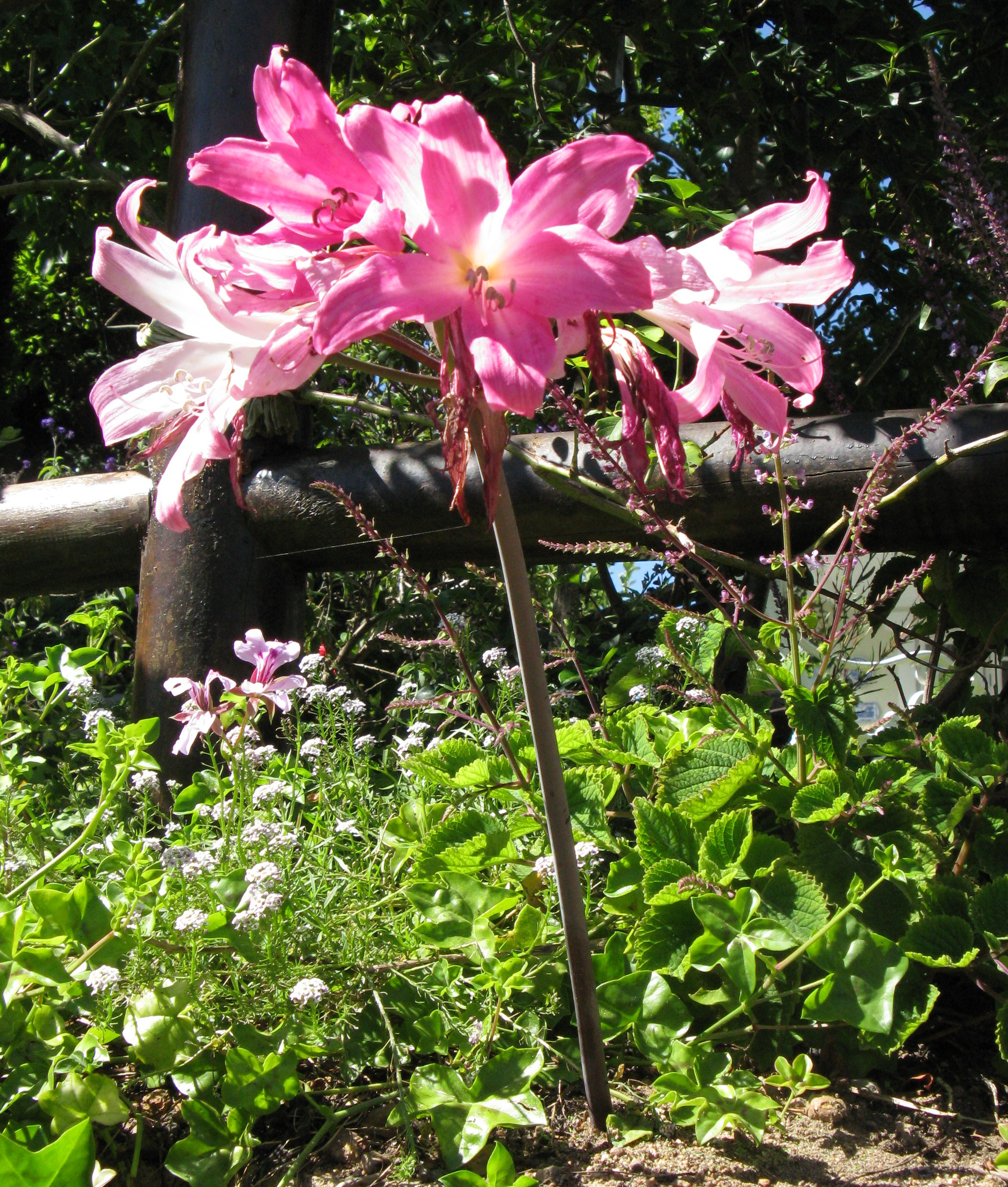
Амариллис белладонна, его стрелка выходит прямо из луковицы, находящейся под землей

Современная тенденция состоит в том, чтобы с пользой для дела отличать определение «стрелка» от родственных, но более общих терминов, таких как плодоножка и соцветие. Теперь оно редко используется для обозначения таких объектов, как стебли или соцветия в целом. Однако найти связные и полностью общие определения нелегко. Типичные примеры из авторитетных интернет-источников включают следующее: «цветоножка, возникающая на поверхности земли или под ней у акаулесцентного растения… в широком смысле: цветочный стебель…», «безлистный стебель у растений, возникающий из розетки листьев и несущий один или несколько цветков…» и ещё несколько очень похожих.
Все эти определения описательны, но морфологически бессодержательны. Напротив, в профессиональном ботаническом издании в ключе к Эриогонуму этот вопрос сформулирован ясно: «Стрелка (первое междоузлие)…». С ботанической точки зрения любая такая структура практически обязательно является междоузлием.